# برناردو غوتيريز دي لارا
برناردو غوتيريز دي لارا هو دبلوماسي وسياسي مكسيكي، ولد في 20 أغسطس 1774، وتوفي في 13 مايو 1841. انتخب Governor of Tamaulipas ‏.